# Друэн, Дерек
Де́рек Друэ́н (фр. Derek Drouin; род. 6 марта 1990, Сарния) — канадский прыгун в высоту, олимпийский чемпион 2016 года в Рио, серебряный призёр Олимпийских игр 2012 года, чемпион мира 2015 года и бронзовый призёр чемпионата мира 2013 года. Рекордсмен Канады с результатом 240 см (2014).

## Карьера
Дебют Друэна состоялся в 2009 году на Панамериканском юниорском чемпионате, где была покорена высота 2,27 м. Вплоть до Олимпийского сезона 2012, Дерек ни разу не участвовал в соревнованиях взрослого уровня. В 2013 году спортсмен выиграл награду «Big Ten Athlete of the Year».
Дерек Друэн выиграл национальный чемпионат с прыжком на 2 метра 31 сантиметр, обыграв Майкла Мейсона, с которым они представляли свою страну на Олимпийских играх. В Лондоне спортсмен в квалификации взял первую высоту (2,16) с первой попытки, однако чуть было не завершил соревнования уже на следующей (2,21), которую взял лишь с третьей попытки. Дерек квалифицировался в финал с результатом 2 метра 29 сантиметров. В финале он, вместе с британцем Робертом Грабарзем и катарцем Мутаз Эсса Баршимом взяли с первых попыток высоты 2,25 и 2,29. Высоту 2,33 смогли взять только Иван Ухов и Эрик Кайнард, таким образом Друэн разделил бронзу с британцем и катарцем. Это была первая медаль Канады на Олимпиадах в прыжках в высоту с 1976 года, когда Грег Джой взял серебро на Олимпиаде в Монреале.
Следующим взрослым соревнованием стал чемпионат мира в Москве. В квалификации Дерек, так же как и в Лондоне, с трудом преодолел высоту 2,29, но тем не менее попал в дюжину квалифицировавшихся. В финале первые пять высот Друэн взял с первой попытки, однако два раза ошибся на 2,38. Эта высота была покорена в третьей попытке. Она стала личным рекордом спортсмена и национальным рекордом Канады. По попыткам он проиграл катарцу Мутазу Эсса Баршиму, с которым разделил олимпийскую бронзу. Чемпионом мира стал украинец Богдан Бондаренко. Дерек Друэн добавил в свои трофеи бронзу чемпионата мира.

## Достижения
- Бронзовая медаль Олимпийских игр, 2012 год, Лондон, Англия
- Золото, 2010, 2012 чемпионат Канады, Калгари
- Золото, 2010, 2011, 2013 чемпионат Национальной ассоциации студенческого спорта (NCAA) в помещении
- Золото, 2010 чемпионат NCAA
- Мировой рекорд (в помещении): прыжок в высоту семиборье, 2,30 м (1091 очко), Big 10 Indoor Championships, Женева, Охио, 22 февраля 2013[1]
- 10 место, молодёжный чемпионат мира 2007, Острава, Чехия, 19 августа 2006
- Личный рекорд (на открытом стадионе): 2,40 м, 25 апреля 2014
- Личный рекорд (в помещении): 2,35 м, Фейетвилл, 9 марта 2013
- Золото 2015 чемпионат мира, Пекин.